# Арн: Королевство в конце пути
«Арн: Королевство в конце пути» (швед. Arn - Riket vid vägens slut) — художественный фильм шведского режиссёра Питера Флинта, снятый в 2008 году и являющийся продолжением кинокартины «Арн: Рыцарь-тамплиер».

## Сюжет
Рыцарь из народа свеев Арн спасается от сарацин и знакомится с норвежцем. Защищает мирных бедуинов от жестоких европейцев. Сесилии предлагают стать настоятельницей монастыря, но она уезжает из монастыря ко двору короля Кнута и своей подруги королевы. Встречает там своего взрослого сына Магнуса. На крестоносцев (с Арном) нападает армия Салладина. Сарацины побеждают. На пиру происходит стычка Магнуса, сына Арна, с даном, который говорит, что его отец пропал без вести. Арн просыпается после ранения в Дамаске, в гостях у Салладина. Они обмениваются любезностями, Салладин отправляет Арна домой. Сесилия уходит в монастырь в печали, но у ворот её догоняет Арн. Свадьба, брачная ночь. Строительство усадьбы и новой деревни. Беременность.
6 лет спустя. Предводитель данов, с которым поспорил на пиру Магнус, заявляет свои права на землю, где стоит деревня Арна. Кнут умирает после тяжёлой болезни. Новый король — против Арна, он хочет убить детей прежнего короля Кнута. Но рыцарь Арна, тайно подосланный им для защиты детей умершего короля Кнута, отказывается утопить троих сыновей короля Кнута, он убивает сопровождающих, но в стычке на лодке случайно ранят одного из сыновей Бланки (вдовы Кнута). Дети с рыцарем приходят в деревню, однако раненый младший сын уже мёртв. Арн собирает силы и идёт на войну, одерживая решительную победу над данами. В сражении он получает смертельную рану от дана, но своим мечом раскраивает того пополам. Новый король был позорно выгнан Арном пинком ноги. По возвращении Арн произносит: «Теперь будет мир», — и падает, измученный раной. Фильм заканчивается сценой похорон.

## В ролях
| Актёр                    | Роль                                                                    |
| ------------------------ | ----------------------------------------------------------------------- |
| Йоаким Неттерквист       | шведский рыцарь-тамплиер Арн Магнуссон                                  |
| София Хелин              | возлюбленная и жена Арна Сесилия Альготсдоттер                          |
| Морган Аллинг            | старший брат Арна Эскиль Магнуссон                                      |
| Стеллан Скарсгард        | Верховный ярл Швеции Биргер Броса                                       |
| Мартин Валльстрём        | старший сын Арна и Сесилии Магнус Миннелшельд                           |
| Элиза Пярнянен           | младшая дочь Арна и Сесилии Альде Арнсдоттер                            |
| Андерс Босмо Кристиансен | норвежский рыцарь-тамплиер и верный друг Арна Харальд Ойстейнссон       |
| Густаф Скарсгард         | 16-й король Швеции Кнут I Эрикссон                                      |
| Фанни Рисберг            | королева Швеции, возлюбленная и жена Кнута Сесилия «Бланка» Ульфсдоттер |
| Билл Скарсгард           | 18-й король Швеции, старший сын Кнута Эрик X Кнутссон                   |
| Вальтер Скарсгард        | принц Швеции, младший сын Кнута Йон Кнутссон                            |
| Юэль Киннаман            | 17-й король Швеции Сверкер II Карлссон                                  |
| Нияс Орнбак-Фьельдмос    | Суне Фолькессон                                                         |
| Джозеф Кахун             | Сигге Фолькессон                                                        |
| Якоб Седергрен           | датский дворянин Эббе Сунессон                                          |
| Биби Андерссон           | мать Рикисса Гутхемская                                                 |
| Йоран Рагнерстам         | епископ Эрланд                                                          |
| Анника Халлин            | сестра Леона                                                            |
| Николас Болтон           | 10-й Великий магистр Ордена Храма Жерар де Ридфор                       |
| Франк Зиккель            | рыцарь-тамплиер Зигфрид де Тюренн                                       |
| Антон Нэслунд            | маленький Кнут                                                          |
| Милинд Соман             | султан Юсуф ибн Айюб Салах ад-Дин (Саладин)                             |
| Закария Атифи            | Ибрагим                                                                 |
| Дрисс Рухе               | Фахир                                                                   |
| Ажер Адиль               | Брозоа                                                                  |
| Чемс-Эддин Зинун         | слуга султана Саладина                                                  |
| Мохамед Цули             | деревенский старейшина                                                  |
| Каллум Митчелл           | викинг                                                                  |
| Барнаби Кей              | рыцарь                                                                  |
| Сванте Хильдессон        | королевский хирдманн                                                    |
| Джой Андерссон           | канонесса                                                               |
| Томас Больме             | декан                                                                   |
| Свен-Бертиль Таубе       | рассказчик                                                              |

## Награды
- 2009 — Guldbagge Awards
- 2009 — номинация на премию Taurus Award